# الكشافة الأرجنتينية
الكشافة الأرجنتينية هي واحدة من الجمعيات الكشفية الوطنية في الأرجنتين. تأسست الحركة الكشفية رسميا في الأرجنتين في عام 1912، بعد وقت قصير من نشر «الكشافة للأولاد» باللغة الاسبانية، فقد حصلت على الميثاق الوطني عام 1917، وكانت من بين الأعضاء المؤسسين للمنظمة العالمية للحركة الكشفية في عام 1922. الكشافة الأرجنتينية لديها 42,812 عضو اعتبارا من عام 2011.
الكشافة الأرجنتينية هي منظمة غير ربحية تهدف إلى التعليم غير النظامي، وتعتبر واحدة من الجمعيات الكشفية في الأرجنتين.

## روابط خارجية
- الصفحة الرئيسية للكشافة الأرجنتينية

‌